# Toi8
Toi8 (トイハチ, Toihachi, né le 8 octobre 1976) est un artiste japonais connu pour ses travaux sur des animes comme .hack//The Movie (en) et des jeux vidéo comme Tokyo Mirage Sessions ♯FE.

## Biographie
Toi8 est né dans la préfecture de Kumamoto au Japon le 8 octobre 1976. Il est diplômé du Yoyogi Animation College. Bien qu’il ait travaillé comme illustrateur de dessins animés pendant environ deux ans, il a quitté son entreprise un an plus tard. Passionné par ses dessins originaux, il est devenu illustrateur indépendant. Il a fait ses débuts comme illustrateur à « Fancy Tokyo Hundred Scenery », publié en 2002. Son nom de plume provient de son anniversaire : le 8 octobre. Auparavant, il utilisait le pseudonyme « Q8 »,,.